# Sárkány község
Sárkány község (románul: Comuna Șercaia) község Brassó megyében, Romániában. Központja Sárkány, beosztott falvai Halmágy, Vád.

## Népessége
A 2011-es népszámlálás adatai alapján a község népessége 2822 fő volt.